# Macropsis wilsoni
Macropsis wilsoni är en insektsart som beskrevs av Evans 1935. Macropsis wilsoni ingår i släktet Macropsis och familjen dvärgstritar. Inga underarter finns listade i Catalogue of Life.